# Quân lực Việt Nam Cộng hòa
Quân lực Việt Nam Cộng hòa (Viết tắt: QLVNCH; tiếng Anh: Republic of Vietnam Armed Forces, viết tắt RVNAF) là lực lượng quân đội của Việt Nam Cộng hòa, thành lập vào năm 1955 và giải thể vào năm 1975 cùng với sự sụp đổ của chế độ Việt Nam Cộng hòa. Vào cuối năm 1972, đây là lực lượng quân đội có quy mô lớn nhất Đông Nam Á, lớn thứ hai châu Á và lớn thứ tư thế giới.
Trong suốt thời gian tồn tại và hoạt động, QLVNCH vượt trội hơn đối thủ Quân đội Nhân dân Việt Nam và Quân Giải phóng miền Nam Việt Nam về nhân lực, thiết bị và tính cơ động. Tuy nhiên, lực lượng đối phương đã bù đắp bằng khả năng di chuyển, tấn công và phân tán lực lượng, khiến cho khả năng mất cân bằng sức chiến đấu có lợi cho QLVNCH không xảy ra.
Chiến dịch Mùa Xuân 1975 của Quân đội Nhân dân Việt Nam và Quân Giải phóng miền Nam trong 55 ngày đã khiến lực lượng quân đội này với hơn 1 triệu lính hoàn toàn tan rã.

## Tên gọi
Tên tiếng Anh của Quân lực Việt Nam Cộng hòa (QLVNCH) là Republic of Vietnam Armed Forces (Các lực lượng vũ trang VNCH) hay viết tắt là RVNAF. Trong các tài liệu của Hoa Kỳ, họ rất ít nhắc đến từ này mà dùng từ ARVN, tức là Army of the Republic of Vietnam hay Lục quân Việt Nam Cộng hòa, được dùng phổ biến do đây là lực lượng chiến đấu chính của QLVNCH.

## Lịch sử
- Bài chi tiết: Lịch sử Quân lực Việt Nam Cộng hòa

Tiền thân của Quân lực Việt Nam Cộng hòa là Quân đội Quốc gia Việt Nam thuộc Liên hiệp Pháp, chủ yếu là Bảo an đoàn, Bảo chính đoàn. Ngày Truyền thống (còn gọi là ngày Quân lực) là ngày 19 tháng 6.
Quân lực Việt Nam Cộng hòa được Hoa Kỳ cung cấp trang bị rất hùng hậu với sức cơ động cao và hỏa lực mạnh, nhận được sự hỗ trợ rất lớn của Hoa Kỳ và các đồng minh, có nhiều các lực lượng hỗ trợ, với quân số thường trực và chính quy rất đông để chống lại Quân Giải phóng miền Nam Việt Nam, lực lượng vũ trang chính quy của Mặt trận Dân tộc Giải phóng miền Nam Việt Nam và là bộ phận tại miền Nam Việt Nam của Quân đội Việt Nam Dân chủ Cộng hòa. Tuy vậy, khác với đối phương được tổ chức đơn giản, gọn nhẹ và hiệu quả cao, Quân lực Việt Nam Cộng hòa là một quân đội được xây dựng, trang bị và chỉ huy mô phỏng hoàn toàn theo kiểu Hoa Kỳ nên rất tốn kém. Nền kinh tế Việt Nam Cộng hòa, vốn nhỏ bé chưa vững mạnh và từ năm 1963 thì lệ thuộc Hoa Kỳ cho nên đã không thể cáng đáng được kinh phí này, nên đã gần như phải dựa hoàn toàn vào viện trợ của Hoa Kỳ để có thể thực hiện tác chiến trước lực lượng đối phương có chiến thuật, chiến lược phù hợp với hình thái chiến tranh thực địa hơn.

### Tham gia đảo chính
Trong quá trình tồn tại của mình, Quân lực Việt Nam Cộng hòa nhiều lần tham gia các biến cố chính trị, mà cao điểm là cuộc Đảo chính năm 1963 lật đổ Tổng thống Ngô Đình Diệm, và sau đó các tướng lĩnh của quân đội nắm quyền chi phối Chính phủ Việt Nam Cộng hòa (kể cả khi đã chuyển sang giai đoạn chính thể dân sự) đến ngày chính phủ này sụp đổ năm 1975.

### Việt Nam hóa chiến tranh
Việt Nam hóa (Vietnamization) là một thay đổi chiến lược chiến tranh quan trọng của Hoa Kỳ và là một thay đổi vô cùng quan trọng đối với Quân lực Việt Nam Cộng hòa. Dưới sự hỗ trợ của Hoa Kỳ, Quân lực Việt Nam Cộng hòa sẽ được nâng cấp và tăng cường nhằm hiện đại hóa và nâng cao năng lực chiến đấu. Nhưng điều này cũng đồng nghĩa vai trò gánh vác toàn bộ chiến tranh Việt Nam sẽ chuyển dần sang cho quân đội này. Trọng tâm của quá trình này là mở rộng quy mô Không lực VNCH và gia tăng quân số lực lượng bán vũ trang, đưa tổng số quân lên 1 triệu người. Việc hiện đại hóa thông qua việc mua sắm các trang thiết bị mới. Năm 1971, chỉ riêng hoạt động của Không lực Việt Nam Cộng hòa đã chiếm 63% hoạt động không quân của lực lượng chống cộng.
Việt Nam hóa sẽ diễn ra cùng lúc hai quá trình, vừa gia tăng năng lực gánh vác chiến tranh của VNCH vừa rút dần quân đội Mỹ. Tuy nhiên, thiết bị quân sự mà Mỹ chuyển giao cho VNCH thường lỗi thời; lãnh đạo quân sự của QLVNCH thiếu năng lực chỉ huy.
Khi Hoa Kỳ giảm viện trợ từ 2,3 tỷ đô la năm 1973 xuống còn 1,1 tỷ đô la vào năm 1974, nền kinh tế Việt Nam Cộng hòa lâm vào cuộc khủng hoảng với lạm phát ở mức 200%. Quân lực Việt Nam Cộng hòa vốn không được tổ chức thích hợp, sử dụng hỏa lực quá tốn kém lại cộng thêm nạn tham nhũng nên đã rơi vào tình trạng thiếu kinh phí để duy trì mức hoạt động như trước. Tình trạng lạm phát, vật giá chung tăng cao, lính Mỹ đồn trú ít chi tiêu hơn đã góp phần khiến lương bổng của người lính không thể cáng đáng cho gia đình họ. Cùng với đó, sự yếu ớt về tinh thần chiến đấu của binh sĩ và những sai lầm từ cấp chỉ huy khiến các kế hoạch tác chiến nhanh chóng thất bại. Chỉ sau 55 ngày đêm Chiến dịch Mùa Xuân 1975 của Quân đội Nhân dân Việt Nam và Quân Giải phóng miền Nam, lực lượng quân đội với hơn 1 triệu quân này đã hoàn toàn tan rã.
Quân lực Việt Nam Cộng hòa có sức mạnh bị đánh giá phụ thuộc rất lớn vào sức mạnh của không quân. Trong cuộc tấn công Lễ Phục Sinh năm 1972, điều này đã được thấy rõ, các cuộc tấn công lớn chỉ có thể tiến hành dưới sự yểm trợ mạnh mẽ của không quân. Khi Hoa Kỳ rút quân khỏi Nam Việt Nam, Không quân VNCH được đánh giá là có thể thay thế Không quân Hoa Kỳ trong tác chiến. Tuy nhiên, việc cắt giảm viện trợ vào năm 1975 dẫn đến máy bay và trực thăng của Không quân VNCH thiếu bảo trì và phụ tùng nghiêm trọng.

### Tình trạng đào ngũ
QLVNCH có tình trạng đào ngũ được xem là nghiêm trọng, điều này diễn ra xuyên suốt cuộc chiến, có năm lên đến 16%. Đào ngũ gia tăng trong những năm cuối của chiến tranh Việt Nam.

### Đầu hàng và bị giải giới
Trưa ngày 30 tháng 4 năm 1975, tổng thống Dương Văn Minh ra lệnh Quân lực Việt Nam Cộng hòa đầu hàng Quân Giải phóng miền Nam. Tuyên bố được đọc trên hệ thống truyền thanh quốc gia (miền Nam). Trong đó chỉ rõ, ngưng nổ súng, ở yên vị trí tại chỗ, và chờ giải giáp.

### Thiệt hại trong Chiến tranh Việt Nam
Trong suốt lịch sử hoạt động của quân đội này, 250.000 binh sĩ đã thiệt mạng, trong đó gần 40.000 thiệt mạng trong năm 1972.

## Tổ chức
- Bài chi tiết: Tổ chức Quân lực Việt Nam Cộng hòa

### Tổ chức
Quân lực Việt Nam Cộng hòa gồm các quân chủng chính:
- Lục quân Việt Nam Cộng hòa
- Không lực Việt Nam Cộng hòa
- Hải quân Việt Nam Cộng hòa

Và các binh chủng:
- Binh chủng Nhảy dù Việt Nam Cộng hòa
- Thủy quân lục chiến Việt Nam Cộng hòa
- Lực lượng Biệt động quân Việt Nam Cộng hòa
- Binh chủng Thiết giáp Việt Nam Cộng hòa
- Binh chủng Pháo binh Việt Nam Cộng hòa
- Công binh Việt Nam Cộng hòa
- Địa phương quân và nghĩa quân

### Các vùng chiến thuật và quân khu

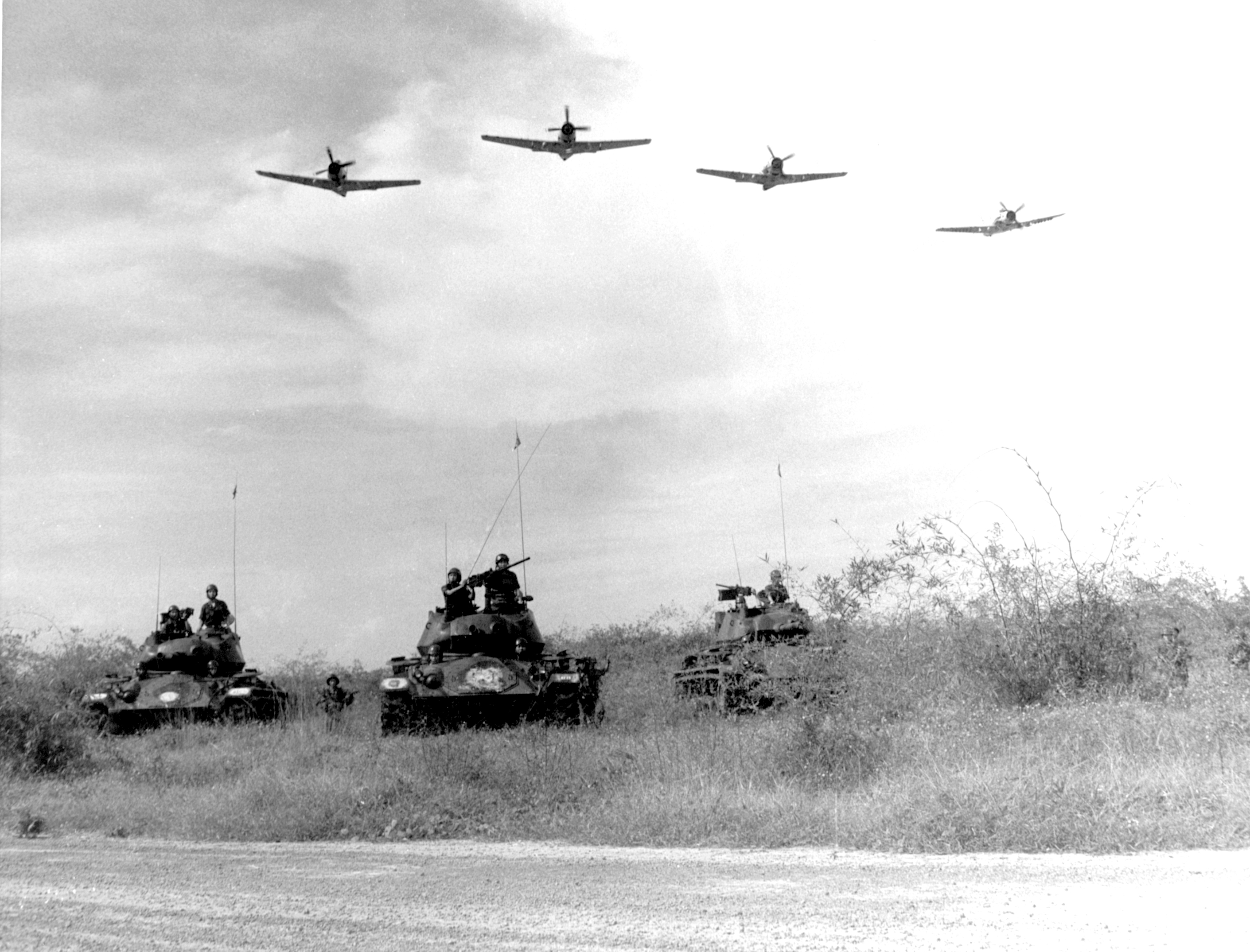
Diễn tập quân sự năm 1963

Về mặt quân sự, năm 1961 thành lập các vùng chiến thuật, đến năm 1970 đổi tên là Quân khu. Lúc đầu có 3 vùng chiến thuật được đánh số 1, 2, 3, đến năm 1964 lập thêm vùng chiến thuật 4. Mỗi vùng chiến thuật do 1 quân đoàn phụ trách. Dưới vùng chiến thuật là các khu chiến thuật do 1 sư đoàn phụ trách. Bộ tư lệnh quân đoàn đồng thời là Bộ tư lệnh vùng chiến thuật (trừ quân đoàn 2), còn Bộ tư lệnh sư đoàn đồng thời là Bộ tư lệnh khu chiến thuật. Các vùng chiến thuật có địa giới như sau:
- Vùng I chiến thuật, Bộ chỉ huy ở Đà Nẵng, gồm 5 tỉnh:
  - Khu 11 chiến thuật, gồm 2 tỉnh Quảng Trị, Thừa Thiên
  - Khu 12 chiến thuật, gồm 2 tỉnh Quảng Tín, Quảng Ngãi
  - Đặc khu Quảng Nam, gồm tỉnh Quảng Nam và thị xã Đà Nẵng
- Vùng II chiến thuật, Bộ tư lệnh vùng 2 chiến thuật ở Nha Trang, nhưng Bộ tư lệnh quân đoàn 2 ở Pleiku (từ giữa tháng 3 năm 1975 phải chuyển về Nha Trang), gồm 12 tỉnh:
  - Khu 22 chiến thuật, gồm 3 tỉnh Bình Định, Phú Yên, Phú Bổn
  - Khu 23 chiến thuật, gồm 7 tỉnh Darlac, Khánh Hòa, Ninh Thuận, Bình Thuận, Tuyên Đức, Quảng Đức, Lâm Đồng và thị xã Cam Ranh
  - Biệt khu 24, gồm 2 tỉnh Kon Tum, Pleiku
- Vùng III chiến thuật, Bộ chỉ huy ở Biên Hòa, gồm 10 tỉnh:
  - Khu 31 chiến thuật, gồm 3 tỉnh Tây Ninh, Hậu Nghĩa, Long An
  - Khu 32 chiến thuật, gồm 3 tỉnh Phước Long, Bình Long, Bình Dương
  - Khu 33 chiến thuật, gồm 4 tỉnh Bình Tuy, Phước Tuy, Long Khánh, Biên Hòa và thị xã Vũng Tàu
- Vùng IV chiến thuật, Bộ chỉ huy ở Cần Thơ, gồm 16 tỉnh:
  - Khu chiến thuật Định Tường, gồm 4 tỉnh Kiến Tường, Định Tường, Gò Công, Kiến Hòa
  - Khu 41 chiến thuật, gồm 7 tỉnh Kiến Phong, Châu Đốc, Vĩnh Long, Vĩnh Bình, An Giang, Kiên Giang, Sa Đéc
  - Khu 42 chiến thuật, gồm 5 tỉnh Phong Dinh, Chương Thiện, Ba Xuyên, Bạc Liêu, An Xuyên

Ngày 1/7/1970, 4 vùng chiến thuật chuyển thành 4 Quân khu, thì bỏ cấp khu chiến thuật. 
- Quân khu I gồm 5 tỉnh Thừa Thiên, Quảng Trị, Quảng Nam, Quảng Tín, Quảng Ngãi và đặc khu Đà Nẵng.
- Quân khu II gồm 12 tỉnh và đặc khu Cam Ranh với diện tích 78.841 km vuông, chiếm gần phân nửa lãnh thổ Việt Nam Cộng Hòa nhưng chỉ có gần 3 triệu dân sinh sống.
- Quân khu III gồm 11 tỉnh[c] và đặc khu Vũng Tàu. Biệt khu Thủ đô (Sài Gòn - Gia Định) cũng trực thuộc vào quân khu.
- Quân khu IV có 16 tỉnh.

Các tỉnh về mặt quân sự là các tiểu khu, còn các quận là các chi khu.

### Quân số
Quân số VNCH tăng dần theo thời gian chiến tranh:
- Năm 1954: 90.000
- Năm 1955: 100.000
- Năm 1960: ~ 150.000, và 25.000 vệ binh[d]
- Năm 1962: 219.000, và 77.000 người thuộc Lực lượng Bảo vệ Dân sự, 99.500 người thuộc Quân đoàn Tự vệ.
- Năm 1963: 225.000, và 86.000 thuộc Lực lượng Bảo vệ Dân sự, 104.000 thuộc Quân đoàn Phòng vệ.
- Năm 1967: ~ 750.000 (tất cả đơn vị)
- Năm 1969: 1.045.500
- Tháng 1 năm 1973: 880.000 (gồm 650.000 quân chính quy, địa phương quân; 230.000 lính bảo an)[18]
- Tháng 12 năm 1973: 1.110.000 (gồm 710.000 quân chính quy, địa phương quân; 400.000 lính bảo an)[18]
- Năm 1975: 1.300.000+ (495.000 quân chủ lực, 475.000 quân địa phương và 381.000 bảo an binh)[19]

## Cơ quan
Hội đồng Quân lực là cơ quan đại diện cho các quân chủng của VNCH, có quyền quyết định các vấn đề chính sách.

## Đào tạo, huấn luyện và trang bị
Sĩ quan và binh lính Việt Nam Cộng hòa được Mỹ huấn luyện bài bản, có tính hệ thống về mặt chuyên môn, dựa trên các phương pháp quân sự và học thuyết quân sự của Mỹ. QLVNCH nhận trang bị từ Mỹ, phân bổ thiết bị và đào tạo từ CIA và MAAG. Từ năm 1970, MACV đã xác định nhiệm vụ trọng tâm của họ là phát triển QLVNCH thành một lực lượng quân sự có khả năng tiến hành chiến tranh và đánh bại kẻ thù.

## Vai trò
QLVNCH có hai vai trò chính trong chiến tranh Việt Nam là: chiến đấu và bình định.

## Quan điểm và lập trường
Chính phủ và quân đội Việt Nam Cộng hòa đưa ra quan điểm của họ về cuộc chiến tranh ở Việt Nam như sau:
- Việt Nam Cộng hòa tuyên bố rằng cuộc chiến tranh đang diễn ra là do phía Cộng sản gây ra, rằng đó là "cuộc xâm lăng quy mô, trắng trợn và công khai từ miền Bắc Việt Nam dưới sự hỗ trợ của lực lượng Cộng sản nhiều nước", họ dùng từ ngụy quyền Hà Nội để gọi chính phủ Việt Nam Dân chủ Cộng hòa.
- Việt Nam Cộng hòa tuyên bố rằng Hiệp định Genève, 1954 chia cắt tạm thời hai miền là do Việt Nam Dân chủ Cộng hòa và Pháp cấu kết, và cũng chính Việt Nam Dân chủ Cộng hòa vi phạm.
- Mặt trận Giải phóng miền Nam chỉ là bộ phận của khối Cộng sản trên toàn Việt Nam.
- Khối Cộng sản phải chấm dứt xâm lược và phá hoại dưới mọi hình thức.

## Đường lối
Chính phủ và quân đội Việt Nam Cộng hòa xác định cuộc chiến chống lại Việt Nam Dân chủ Cộng hòa và lực lượng giải phóng miền Nam là một cuộc chiến tranh toàn diện. Trong đó, chỉ rõ tầm quan trọng của nông thôn. Bên cạnh việc chiến đấu trong một cuộc chiến tranh thông thường, Việt Nam Cộng hòa tiến hành hoạt động bình định. Mục tiêu đề ra là Bình định và xây dựng nông thôn. Chiến lược từ ấp Chiến lược cho đến ấp Tân sinh.
Chính phủ và quân đội Việt Nam Cộng hòa đánh giá lực lượng cộng sản (bao gồm Việt Nam Dân chủ Cộng hòa và Mặt trận Giải phóng Miền Nam) có hình mẫu chung là tổ chức quân sự theo mô hình "chiến tranh nhân dân", tổ chức "quân đội nhân dân". Trong đó, quân và dân không có cách biệt, gần như hòa làm một, quân cải trang thành dân để chiến đấu, khi rút lui thì lại hòa vào dân, khiến quân đối phương không thể phân biệt được. Nếu tấn công nhầm lẫn vào người dân thì đó sẽ trở thành các cuộc tuyên truyền, kích động người dân hận thù. Từ đó, tiếp tục lợi dụng người dân. Do đó, đường lối chung của Việt Nam Cộng hòa là thực thi mọi biện pháp giật đất giành dân, với ấp Chiến lược rồi ấp Tân sinh là chủ đạo.

## Nội dung khác

### Nghĩa trang
Nghĩa trang Quân đội Biên Hòa là khu nghĩa trang lớn của quân đội này; là nơi chôn cất 16.000 lính VNCH chết trận. Nghĩa trang này sau năm 1975 thuộc khu vực cấm nên dần hoang tàn. Năm 2006, Nghĩa trang Quân đội Biên Hòa được trao trả cho địa phương quản lý, trong những năm sau đó thì khu nghĩa trang được tu sửa và được tự do vào thăm viếng như một trong những hành động thiện chí để tiến tới công cuộc hòa giải và hòa hợp dân tộc.

### Khu vực tưởng niệm
Ở ngoài Việt Nam, cộng đồng người Việt hải ngoại đã xây dựng một số đài kỷ niệm các quân nhân Quân lực Việt Nam Cộng hòa. Cộng đồng người Úc gốc Việt ở Úc vào thập niên 1990 đã xây tượng đài tưởng niệm ở Cabra-Vale, thuộc thành phố Fairfield, ngoại ô Sydney, thuộc tiểu bang New South Wales. Sau đó các cộng đồng người gốc Việt ở một số thành phố Hoa Kỳ cũng xúc tiến xây nên một số khu kỷ niệm ở địa phương.

#### Hoa Kỳ

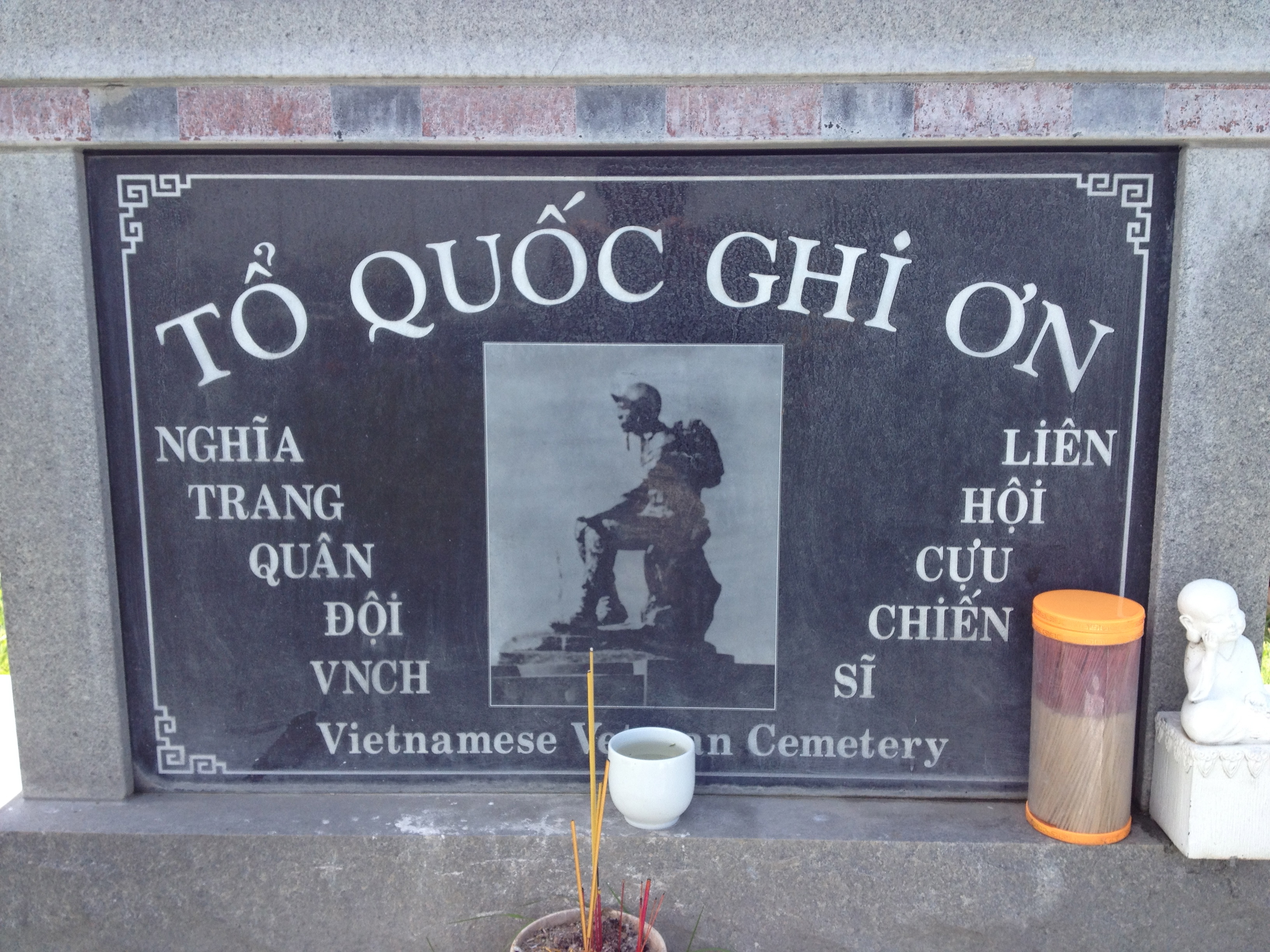
Bia tưởng niệm QLVNCH dựng ở Westminster, California

- Westminster, California: Freedom Park (29 Tháng 4, 2003)[30]
- Houston, Texas: đường Bellaire (11 Tháng 6, 2005)[31][32]
- West Valley City, Utah: Utah Cultural Celebration Center (22 Tháng 9, 2007)[33]
- Wichita, Kansas: Veterans Memorial Park (21 Tháng 7, 2012)
- Orlando, Florida: Baldwin Memorial Park (27 Tháng 4, 2013)[34]
- Arlington, Texas: Arlington Veterans Park (25 Tháng 10, 2015)[35][36]

#### Úc
- Perth, Tây Úc: Kings Park (7 Tháng 12, 2002)
- Brisbane, Queensland: Roma Street Parklands (16 Tháng 9, 2005)[37]
- Dandenong, Victoria (30 Tháng 4, 2005)[38]
- Adelaide, Nam Úc (15 Tháng 10, 2006)[39]

### Hoạt động tưởng niệm
Các cựu quân nhân của Quân lực Việt Nam Cộng hòa và các chính khách Việt Nam Cộng hòa đang cư trú tại nhiều nước ngoài Việt Nam vẫn thường xuyên tổ chức các ngày lễ tưởng niệm quân đội này. Vào năm 2015, tại Seattle của Mỹ, họ đã tổ chức kỷ niệm 50 năm Quân lực Việt Nam Cộng hòa.

### Sách
- Andrew Wiest (2022). The Vietnam War: 1956–75. Bloomsbury Publishing. ISBN 9781472851116.
- Clark Dougan, David Fulghum (1985). The Fall of the South. Boston Publishing Company. ISBN 9780939526161.
- David Fulghum, Terrence Maitland (1984). South Vietnam on Trial: Mid-1970 to 1972. Boston Publishing Company. ISBN 9780201112641.
- David F. Gordon (2005). Estimative Products on Vietnam 1948-1975. U.S. Government Printing Office. ISBN 9780160749377.
- Eun Ho Lee (1971). The Role of the Military in Nation-building: A Comparative Study of South Vietnam and South Korea. Southern Illinois University.
- Jeffrey P. Kimball (2004). The Vietnam War Files: Uncovering the Secret History of Nixon-era Strategy. University Press of Kansas. ISBN 9780700612833.
- Jeffrey P. Kimball (2007). Hồ sơ chiến tranh Việt Nam: tiết lộ lịch sử bí mật của chiến lược thời kỳ Nixon. Nhà xuất bản Công an nhân dân. OCLC 227180082.
- Michael A. Hennessy (1997). Strategy in Vietnam: The Marines and Revolutionary Warfare in I Corps, 1965-1972. Bloomsbury Academic. ISBN 9780275956677.
- Neil Sheehan (1971). The Pentagon Papers: as Published by the New York Times. Bantam Books. ISBN 9780552649179.
- Orrin Schwab (2006). A Clash of Cultures: Civil-Military Relations during the Vietnam War. Bloomsbury Publishing. ISBN 9780313038259.
- Radio Free Asia (2016). Việt Nam, 40 Năm Sau. Radio Free Asia. ISBN 9781632180773.

### Tạp chí
- Association of the United States Army (1963). "United States Army Combat Forces Journal, Tập 14". Association of the United States Army. {{Chú thích tạp chí}}: Chú thích magazine cần |magazine= (trợ giúp)
- Liên hội ái hữu Tây sơn Bình định miền nam California & Quang trung Texas (1994). "Đặc san Quang Trung-Tây sơn: Xuân Giáp Tuất 1994". Liên hội ái hữu Tây sơn Bình định miền nam California và Quang Trung Texas. {{Chú thích tạp chí}}: Chú thích magazine cần |magazine= (trợ giúp)